# Szóstka (gromada)
Szóstka – dawna gromada, czyli najmniejsza jednostka podziału terytorialnego Polskiej Rzeczypospolitej Ludowej w latach 1954–1972.
Gromady, z gromadzkimi radami narodowymi (GRN) jako organami władzy najniższego stopnia na wsi, funkcjonowały od reformy reorganizującej administrację wiejską przeprowadzonej jesienią 1954 do momentu ich zniesienia z dniem 1 stycznia 1973, tym samym wypierając organizację gminną w latach 1954–1972.
Gromadę Szóstka z siedzibą GRN w Szóstce utworzono – jako jedną z 8759 gromad na obszarze Polski – w powiecie radzyńskim w woj. lubelskim na mocy uchwały nr 15 WRN w Lublinie z dnia 5 października 1954. W skład jednostki weszły obszary dotychczasowych gromad Szóstka, Worsy, Wólka Łóżecka i Wygnanka ze zniesionej gminy Szóstka oraz miejscowość Nowiny kol. z dotychczasowej gromady Bereza ze zniesionej gminy Zahajki w tymże powiecie. Dla gromady ustalono 17 członków gromadzkiej rady narodowej.
1 stycznia 1959 do gromady Szóstka włączono obszar zniesionej gromady Ostrówki w tymże powiecie.
1 stycznia 1962 do gromady Szóstka włączono wieś Bereza ze zniesionej gromady Zahajki w tymże powiecie.
Gromada przetrwała do końca 1972 roku, czyli do kolejnej reformy gminnej.